# Colbún
Colbún es una comuna ubicada en la provincia de Linares, en la región del Maule, en la zona central de Chile. 
Su capital es la ciudad del mismo nombre. La comuna de Colbún es la de mayor superficie de la provincia de Linares y concentra toda la alta cordillera de la provincia, al poseer toda la franja oriental de ésta. Es la única comuna de la provincia, por lo tanto, que limita con la República Argentina.
Integra junto con las comunas de Linares, San Javier, Villa Alegre y Yerbas Buenas, el distrito electoral N.º 39 (Diputados), y pertenece a la 11.ª circunscripción senatorial (Linares).

## Historia
Los territorios que actualmente comprenden la comuna de Colbún (entonces subdelegaciones de Colbún, Panimávida y Putagán) fueron incluidos por el Decreto de Creación de Municipalidades de 1891 a la recién creada comuna de Yerbas Buenas. Los habitantes de la zona advirtieron que ese sector quedaba muy alejado del centro municipal, en una época de malos caminos y comunicaciones deficientes.
En 1902, un grupo de vecinos encabezado por Estanislao Astete hicieron presente al gobierno la situación en que quedaban los territorios orientales de la comuna, y la necesidad de que se creara un nuevo municipio en el sector. Esta demanda terminó en 1904 con la creación de la llamada comuna de Panimávida, comprendiendo las tres subdelegaciones antes mencionadas. Se escogió el pueblo homónimo por ser sede de un importante centro termal.
No obstante, pasados los años, se evidenció que la sede en Panimávida era poco conveniente por estar en una zona que sólo se poblaba en el tiempo estival, a la vez que la mayor parte de la población se concentraba en el área de Colbún, por lo cual en 1923 la sede municipal se trasladó a Colbún.

## Medio ambiente

### Geomorfología y componentes abióticos

Trazado simplificado de los ecosistemas y cuerpos de agua presentes en la comuna de Colbún.

La comuna de Colbún se encuentra emplazada en las unidades geomorfológicas de Cordillera andina de retención crionival, Llano central fluvio-glacio-volcánico y Precordillera; y presenta según la clasificación climática de Köppen clima de tundra (ET), clima de tundra de lluvia invernal (ET (s)), clima mediterráneo de lluvia invernal (Csb), clima mediterráneo de lluvia invernal de altura (Csb (h)) y clima mediterráneo frío de lluvia invernal (Csc). Esta además se halla entre las cuencas hidrográficas de río Itata y río Maule. Además, la comuna posee diversos cuerpos de agua, entre los que se destacan el lago Melado, laguna Dial; y río Ancoa, río Botacura, río Cisternas, río de La Puente, río Farias, río Guaiquivilo, río Las Yeguas, río Los Cristales, río Los Molinillos, río Maule, río Melado, río Ortega, río Paralelo, río Putagan, río Rari, río Relbun y río Saso.

### Componentes bióticos
Dentro del territorio de la comuna se pueden hallar los siguientes ecosistemas:
- Bosque caducifolio mediterráneo andino donde predominan Nothofagus glauca y Nothofagus obliqua (Vulnerable)
- Bosque caducifolio mediterráneo-templado andino donde predominan Austrocedrus chilensis y Nothofagus obliqua (Vulnerable)
- Bosque esclerófilo mediterráneo andino donde predominan Lithrea caustica y Lomatia hirsuta (Vulnerable)
- Bosque esclerófilo mediterráneo interior donde predominan Lithrea caustica y Peumus boldus (En peligro)
- Bosque espinoso mediterráneo interior donde predominan Acacia caven y Lithrea caustica (En peligro)
- Herbazal mediterráneo andino donde predominan Oxalis adenophylla y Pozoa coriacea (Vulnerable)
- Matorral bajo mediterráneo andino donde predominan Chuquiraga oppositifolia y Discaria articulata (Vulnerable)
- Matorral bajo mediterráneo andino donde predominan Laretia acaulis y Berberis empetrifolia (Preocupación menor)
- Zonas geográficas hinóspitas sin vegetación (Sin información)

### Medidas de protección ambiental y conflictos socioambientales
Hasta 2022, la comuna de Colbún cuenta con las siguientes zonas que cuentan con algún nivel de protección ambiental:
- Altos de Achibueno (Sitios Ley 19.300)[11]
- Ampliación RN Los Bellotos (Sitios ERB)[12]
- Bosques del Colorado y Bramadero (Sitios ERB)[13]
- Corredor Nevados de Chillán - Laguna del Laja (Reserva Biósfera)[14]
- Fundo el Canelillo de Rari (Iniciativa de Conservación Privada)[15]
- laguna del Maule - Cajón Troncoso Campanario (Sitios ERB)[16]
- laguna Dial (Sitios ERB)[17]
- Lomas de Putagán (Sitios ERB)[18]
- Reserva nacional Los Bellotos del Melado (Reserva Nacional)
- Santuario de la Naturaleza Cajón del Río Achibueno (Santuario de la Naturaleza)[19]
- Tierra Pura (Iniciativa de Conservación Privada)[20]

## Demografía
La comuna de Colbún abarca una superficie de 2899,92 km² y una población de 17 619 habitantes (INE 2002), correspondientes a un 1,76 % de la población total de la región y una densidad de 6,08 hab/km². Del total de la población, 8676 son mujeres (49,24 %) y 8943 son hombres (50,76 %). Un 70 ,76% (12.467 háb.) corresponde a población rural, y un 29,24% (5.152 hábs.) corresponde a población urbana. En 1992 la población censada había sido de 16.950 habitantes, por lo que el crecimiento demográfico en 10 años fue de 3,9%.

### Ciudades y pueblos
Conforme al Censo del año 2017, la comuna cuenta con los siguientes centros urbanos y poblados:
| Tipo    | Localidad             | Población |
| ------- | --------------------- | --------- |
| Ciudad  | Colbún                | 6.928     |
| Pueblos | Panimávida            | 2.057     |
| Aldeas  | Maule Sur             | 619       |
| Aldeas  | Paso Rari             | 482       |
| Aldeas  | Quinamávida           | 511       |
| Aldeas  | San Francisco de Rari | 339       |
| Aldeas  | San Nicolás           | 438       |
| Aldeas  | San Sebastián         | 333       |

## Administración

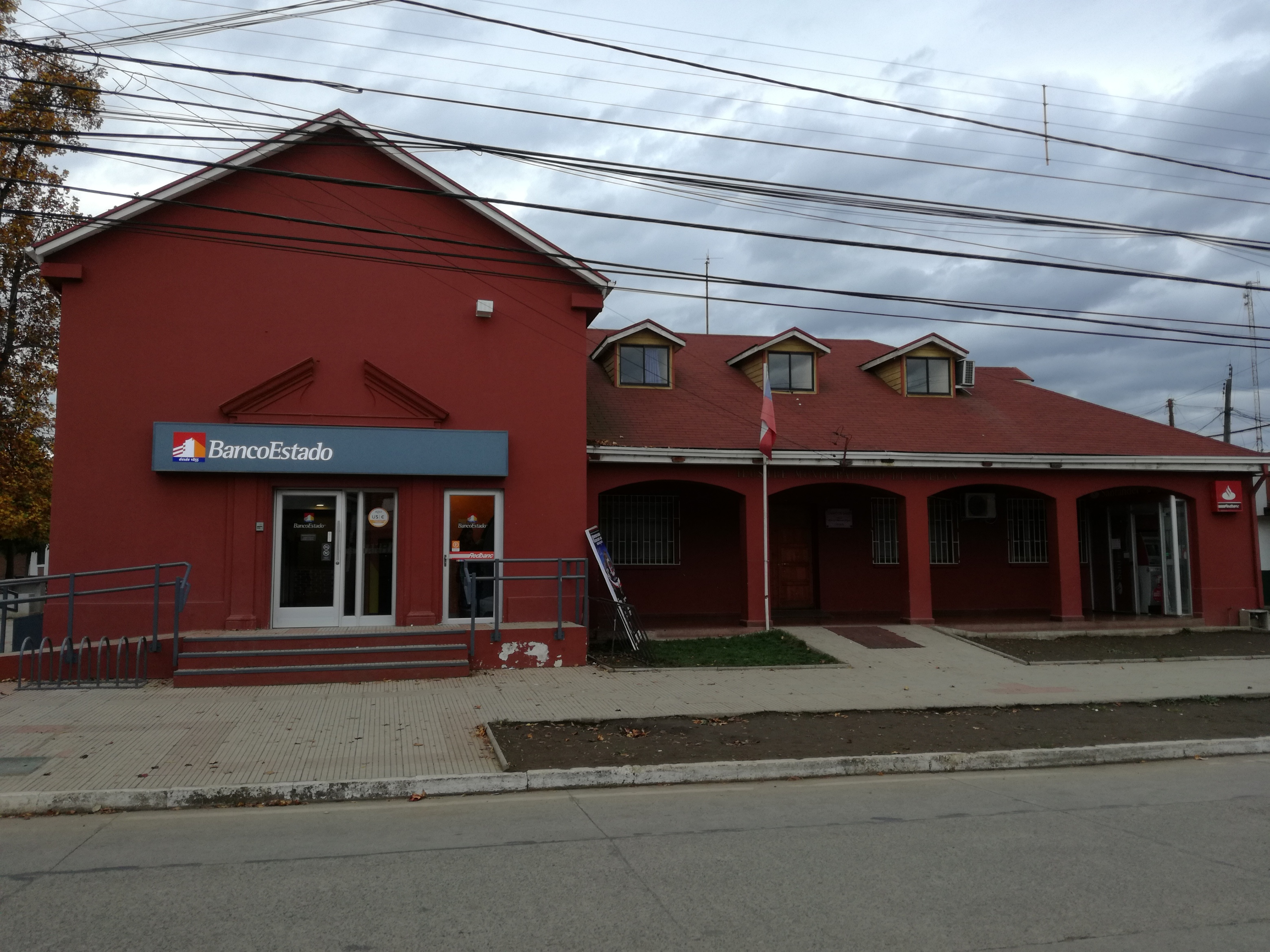
Antigua casa consistorial de Colbún.

Colbún es administrada por el alcalde Pedro Pablo Muñoz (Independiente), quien ha sido elegido por el periodo 2024-2028 y el Concejo municipal está compuesto por:
- Ángel Cárter Ramos (Partido por la Democracia)
- Cornelio Carrasco Vásquez (Independiente, Renovación Nacional)
- Lupercio Díaz Gutiérrez (Independiente, Evópoli)
- Luis Lazo Jara (Partido Social Cristiano)
- Jeanette Molina (Independiente, Renovación Nacional)
- Félix Martínez Martínez (Independiente, Evópoli)

## Economía
En 2018, la cantidad de empresas registradas en Colbún fue de 299. El Índice de Complejidad Económica (ECI) en el mismo año fue de -0,34, mientras que las actividades económicas con mayor índice de Ventaja Comparativa Revelada (RCA) fueron Cultivo de Maíz (163,24), Cultivo de Otros Cereales (106,23) y Elaboración y Conservación de Frutas, Legumbres y Hortalizas (57,03).

### Turismo

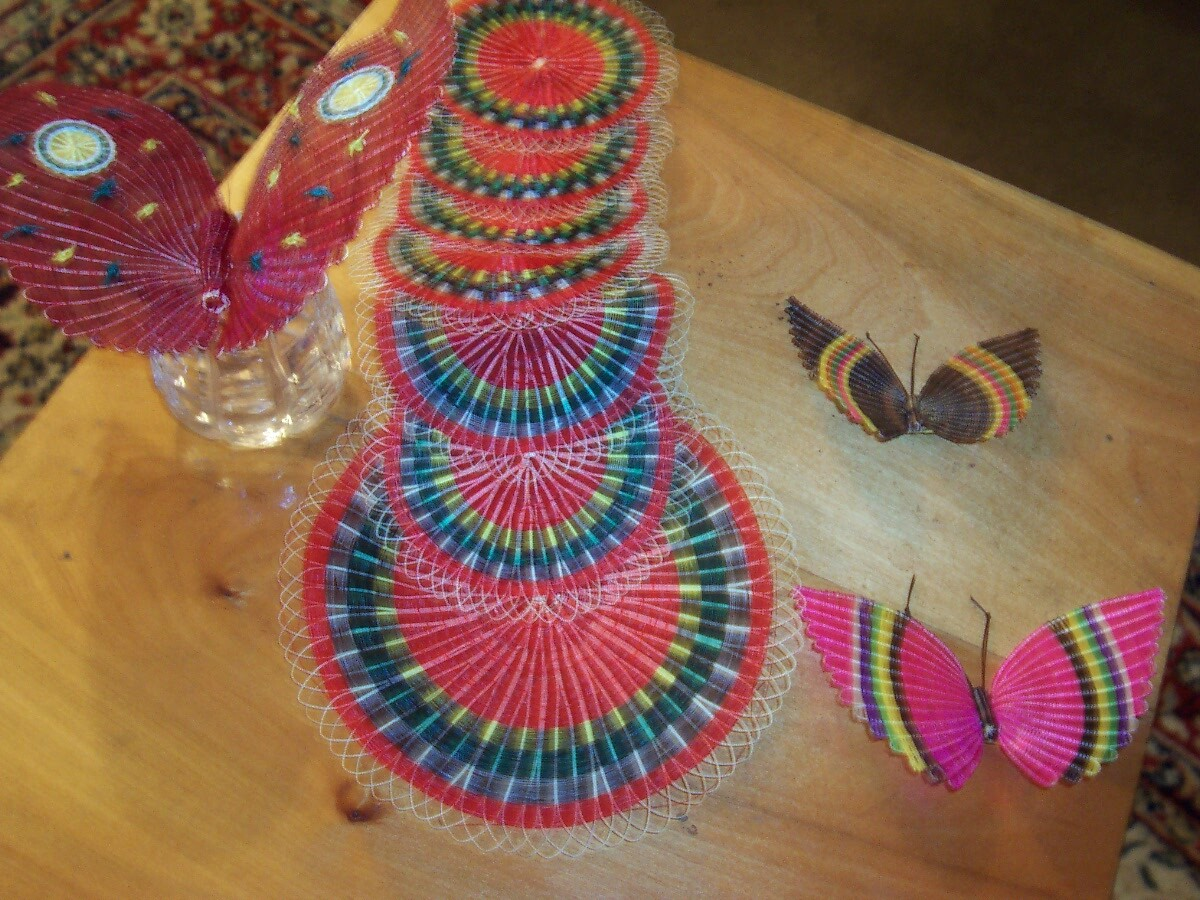
Artesanía en crin de Rari.

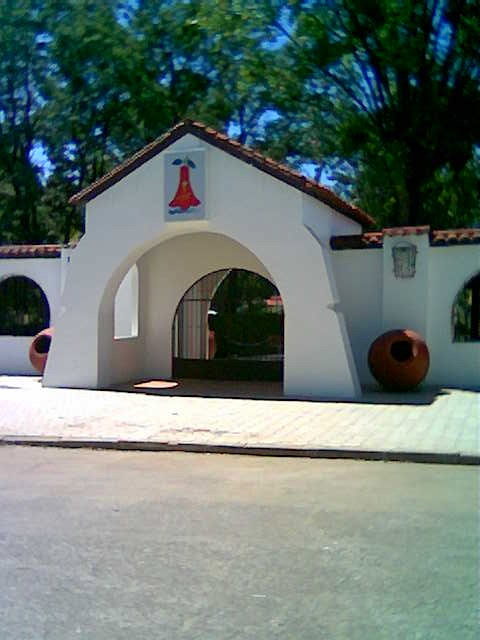
Termas de Panimávida.

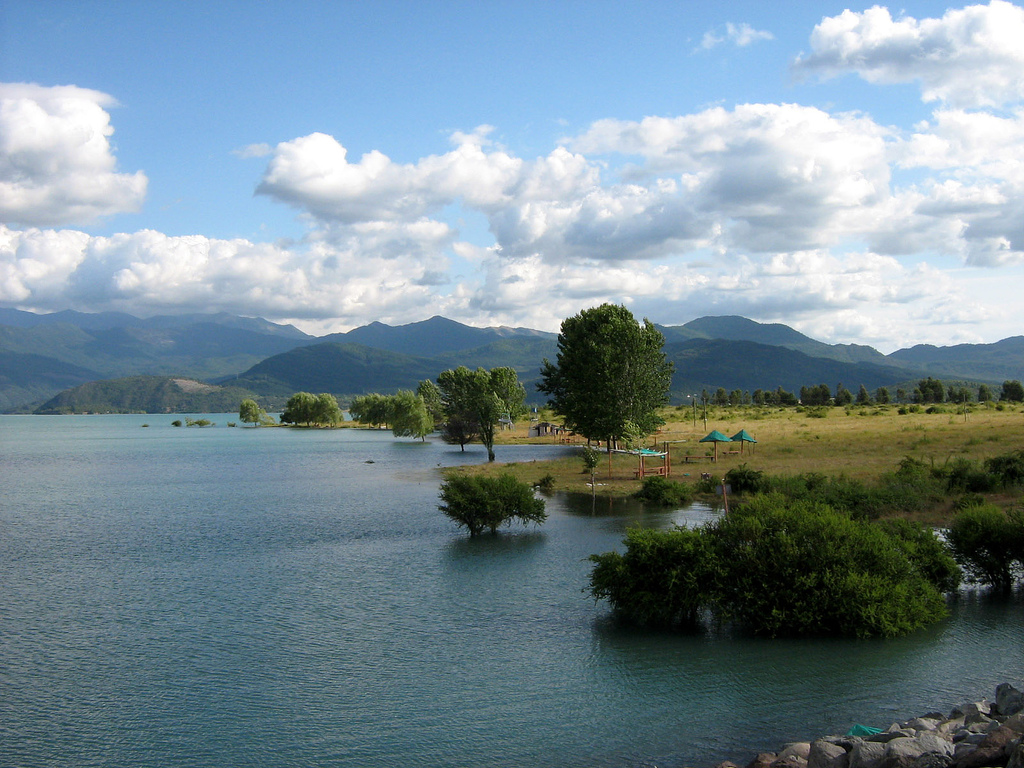
Embalse Colbún.

Colbún es sinónimo de naturaleza exuberante y clima mediterráneo con un gran lago, el Lago Colbún (embalse artificial más grande de Chile) ideal para el kayakismo, velerismo y otros deportes náuticos. El ciclismo es un deporte muy popular en el lago ya que se puede practicar ciclismo de montaña, ciclismo de larga distancio, gravel y ruta. en el km 10,5 de la ribera sur el famoso Lodge Colbún es la cuna del mountain bike y ciclismo de la zona, incluso tienen todo adaptado para el cicloviajero. En la comuna existen dos famosos establecimientos de baños termales: las Termas de Quinamávida y las Termas de Panimávida. Además, la comuna concentra la actividad hidroeléctrica de la provincia, con la presencia de las centrales Colbún y Machicura. Destaca también la aldea de Rari, famosa por sus artesanías en crin, una artesanía única en el mundo con ya 200 años de historia.
El atractivo sector cordillerano El Melado ofrece excepcionales oportunidades a los aficionados al turismo-aventura y al turismo ecológico. En dicha zona existen quebradas, bosque nativo, lagunas, arte rupestre (petroglifos), el Cordón de El Melado y otros lugares de gran belleza. En la Reserva Nacional Los Bellotos es posible apreciar el belloto del sur (especie en peligro de extinción), el ciprés cordillerano, el coigüe, el roble maulino o hualo, el peumo, el quillay, el litre y el avellano. Igualmente rica es la fauna del lugar, destacando en ella: el cóndor, el loro tricahue, el águila, el halcón peregrino, el tiuque, el carpintero negro y el chercán.
En el sector de El Melado se encuentra el impresionante túnel que recibe las aguas del río Melado y que constituye una gran obra de ingeniería chilena, de 4.200 metros de largo, construido entre los años 1918 y 1926 y que se ubica en el sector de Hornillos.
Al embalse Colbún, el más grande de Chile, se accede por un camino de tierra y ripio que parte de la vía asfaltada que va desde Linares al pueblo de Colbún o desde el norte por el camino Bobadilla. A orillas del lago encontrará lugares para hacer acampada y un hotel tipo Lodge llamado Lodge Colbún que en sus inicios se llamaba Chez L´Habitant, un Lodge muy interesante y símbolo del turismo local y la buena gastronomía con un servicio exclusivo y variada oferta de actividades oout doors. Así, se puede llegar inclusive hasta el túnel Canal Melado, pasando por la zona de embalse Ancoa y Roblería, en un recorrido de aproximadamente 55 km. El embalse,en donde muchas personas van de veraneo aprovechándolo para hacer deportes acuáticos y descansar, además se puede encontrar mucha vegetación en sus alrededores, por ejemplo viñas con las que en la época de Vendimia se hace Vino. Un ejemplo de esto es la viña Ribera del Lago, que se encuentra a la orilla del embalse Colbún cuya superficie es de 417 hectáreas, y con una altitud que oscila entre los 1300 y 2010 metros sobre el nivel del mar, y que se encuentra en la precordillera de la provincia de Linares.

## Servicios públicos
En materia de orden público y seguridad ciudadana, la comuna cuenta con una Tenencia de Carabineros de Chile. En salud pública, el CESFAM Colbún es el principal centro de atención primaria de la comuna para los pacientes humanos, mientras que en diciembre de 2018, fue inaugurado el primer consultorio veterinario municipal.

## Deportes

### Fútbol
La comuna de Colbún ha tenido a un club participando en los Campeonatos Nacionales de Fútbol en Chile.
- Los Cóndores de Colbún (tercera división 2003).